# Montcada (kommunhuvudort)
Moncada är en kommunhuvudort i Spanien.   Den ligger i provinsen Província de València och regionen Valencia, i den östra delen av landet, 300 km öster om huvudstaden Madrid. Moncada ligger 34 meter över havet och antalet invånare är 21 900.
Terrängen runt Moncada är platt. Runt Moncada är det mycket tätbefolkat, med 5 021 invånare per kvadratkilometer. Närmaste större samhälle är Valencia, 8,6 km söder om Moncada. Runt Moncada är det i huvudsak tätbebyggt.